# Eucereon pometina
Eucereon pometina là một loài bướm đêm thuộc phân họ Arctiinae, họ Erebidae.